# GP Gorenjska 2024
De vierde editie van de wielerwedstrijd GP Gorenjska vond plaats op 19 mei 2024. De wedstrijd startte in Snovik en finishte 154,8 kilometer later in het skigebied Zatrnik. De wedstrijd maakte deel uit van de UCI Europe Tour, met de categorie 1.2. De Czech Michal Schuran versloeg zijn landgenoot Jakub Říman na een fotofinish.

## Uitslag
| Plaats  | Naam               | Ploeg                     | Tijd     |
| ------- | ------------------ | ------------------------- | -------- |
| Winnaar | Michal Schuran     | ATT Investments           | 3u27'41" |
| 2       | Jakub Říman        | Pierre Baguette           | z.t.     |
| 3       | Emanuel Zangerle   | Felt Felbermayr           | z.t.     |
| 4       | Daniel Federspiel  | Felt Felbermayr           | z.t.     |
| 5       | Jaka Primožič      | Hrinkow Advarics          | z.t.     |
| 6       | Martin Voltr       | Pierre Baguette           | z.t.     |
| 7       | Jaka Marolt        | Sava Kranj                | z.t.     |
| 8       | Martin Messner     | WSA KTM Graz              | z.t.     |
| 9       | Karel Camrda       | ATT Investments           | z.t.     |
| 10      | Andrea Cantoni     | Mg.K Vis-Colors for Peace | + 7"     |
| 11      | Edward Ravasi      | Hrinkow Advarics          | z.t.     |
| 12      | Matic Žumer        | Sava Kranj                | + 26"    |
| 13      | Dylan Hopkins      | Ljubljana Gusto Santic    | + 33"    |
| 14      | Nick Bangert       | Santic-Wibatech           | z.t.     |
| 15      | Hans-Jörg Leopold  | ARBÖ Radteam Feld am See  | z.t.     |
| 16      | Matthias Reutimann | Felt Felbermayr           | z.t.     |
| 17      | Patrick Reißig     | Maloja Pushbikers         | + 47"    |
| 18      | Tilen Finkšt       | Adria Mobil               | z.t.     |
| 19      | Scott David        | Hrinkow Advarics          | z.t.     |
| 20      | Laurin Gabelica    | Santic-Wibatech           | z.t.     |